# وودهیون (میشیگان)
وودهیون، میشیگان (به انگلیسی: Woodhaven, Michigan) یک شهر در ایالات متحده آمریکا با جمعیت ۱۲٬۸۷۵ نفر است که در میشیگان واقع شده‌است.